# Aimable Pélissier

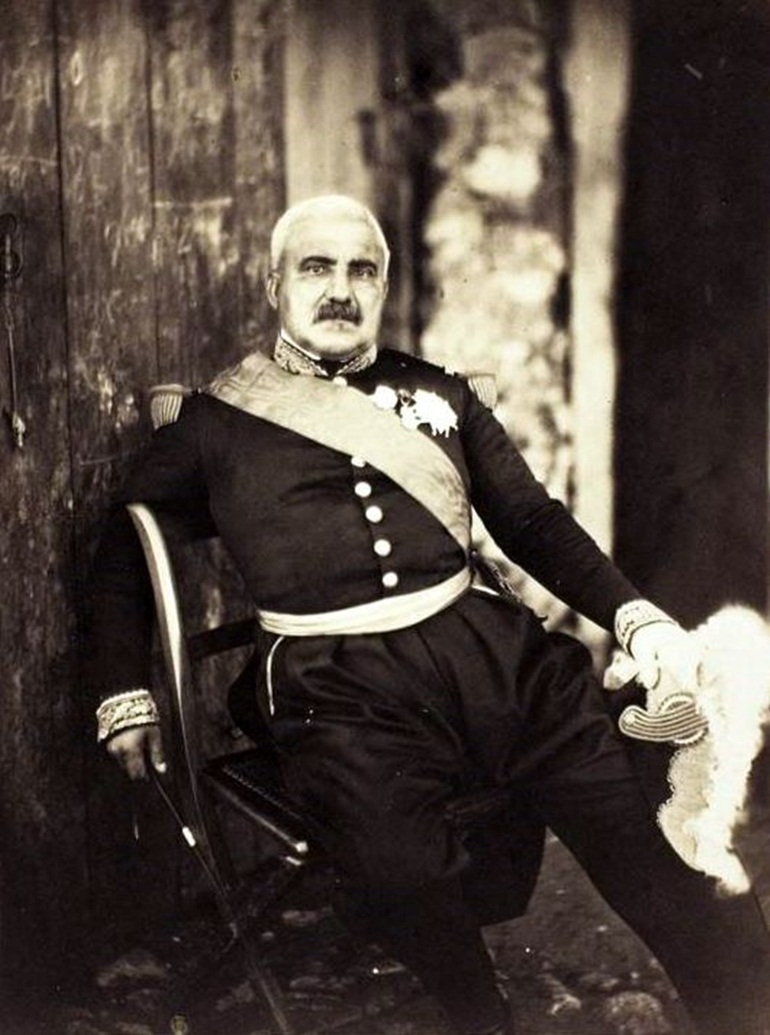
Foto van Aimable Pélissier door Roger Fenton in 1855.

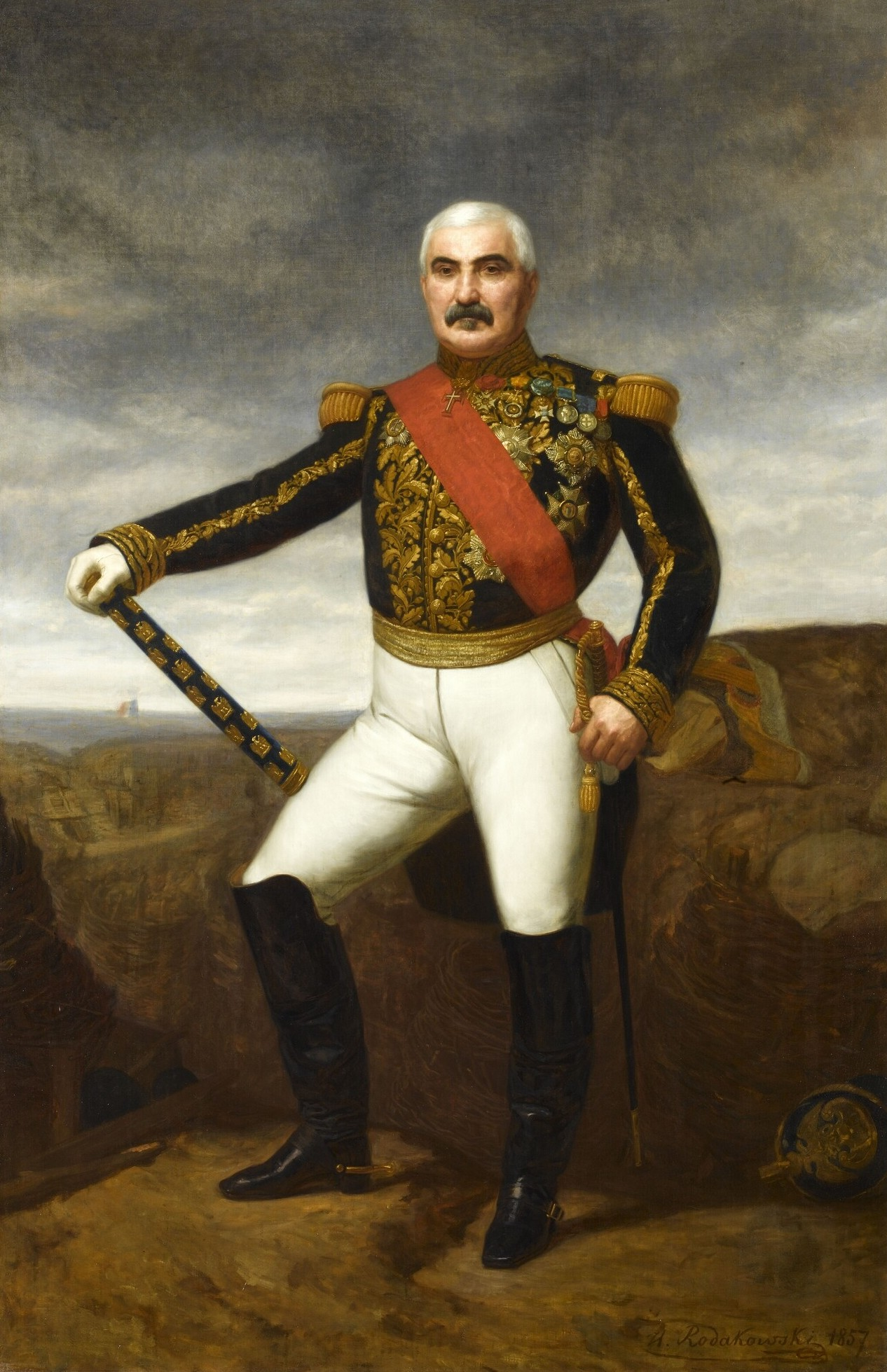
Portret door Henryk Rodakowski uit 1857.

Aimable Jean Jacques Pélissier, hertog van Malakoff, (Maromme, 6 november 1794 – Algiers, 22 mei 1864) was een maarschalk van Frankrijk.

## Opleiding
De vader van Aimable Pélissier handelde in salpeter voor buskruit.
Pélissier volgde een opleiding eerst aan het Lyceum van Brussel dan aan het Prytanée national militaire en aan de École Spéciale Militaire de Saint-Cyr en vervoegde dan als tweede luitenant een regiment van de artillerie.

## Opgang
In 1819 ging hij bij de état-major. 
In 1823 onderscheidde hij zich in de Expédition d'Espagne (1823) als aide de camp.
In 1828 nam hij deel aan de Expédition de Morée.

## Massamoord in Algerije
In 1830 nam hij als kapitein deel aan de expeditie in Algerije. Op 15 juni 1840 kreeg hij een kogel in zijn schouder. In 1841 vocht hij de Tagdempt in de slag bij Oued Melah. In 1842 was hij te Chelif en kreeg hij een kogel in zijn rechterarm. In 1843 vocht hij tegen de Flitas. Na enkele jaren bij de état-major te Parijs wordt hij in 1844 weer naar Algerije gestuurd. Hij voerde de Franse linkerflank aan in de slag bij Isly. Hij werd chef van de état-major van de provincie Oran met de graad van luitenant-kolonel.
Op 18 juni 1845 rookte hij de Ouled Fellaha en de Ouled Baaskouna van de Beni-Zeroua uit te Dahara. Vierhonderd mensen, krijgers, maar ook vrouwen, kinderen en bejaarden werden in de bergen van West-Algerije tussen Ténès en Mostaganem achtervolgd door de troepen van Pélissier. Ze verborgen zich in grotten en Pélissier liet brand aansteken, zodat allen omkwamen door verstikking. 
Die massamoord lokte verontwaardiging uit in Europa en de minister van oorlog, Nicolas Jean-de-Dieu Soult bood openlijke verontschuldigingen aan. Maarschalk Thomas Robert Bugeaud, gouverneur-generaal van Algerije daarentegen bevorderde Pélissier tot brigadegeneraal.
In 1850 werd hij divisiegeneraal en in mei 1851 werd Pélissier gouverneur-generaal van Algerije, wat hij zeven maanden bleef.

## Malakoff

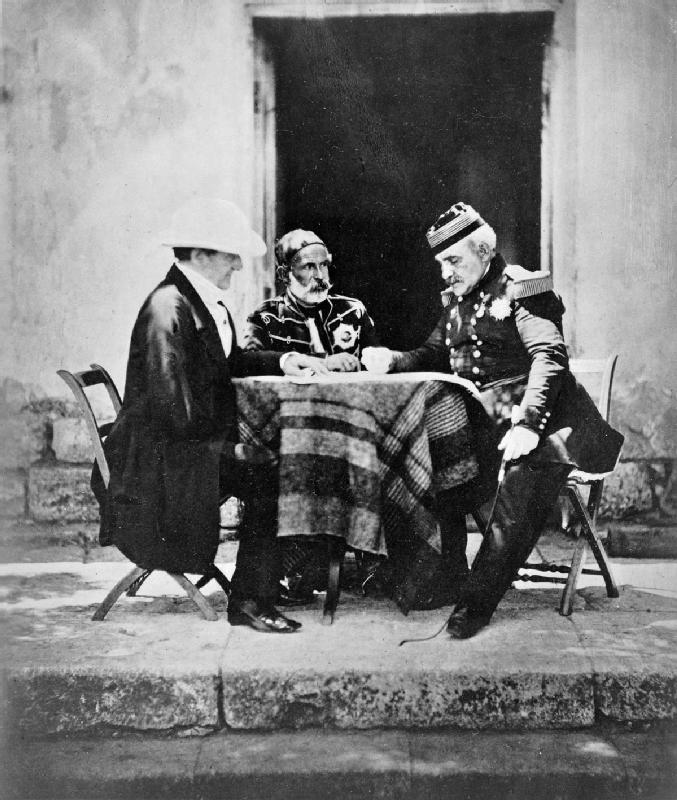
v.l.n.r. FitzRoy Somerset, Omar Pasha en Aimable Pélissier tijdens de Belegering van Sebastopol

In mei 1855 werd hij naar de Krim gestuurd om maarschalk François Certain Canrobert te vervangen als opperbevelhebber van de Franse troepen in de belegering van Sebastopol.
Op 8 september won hij de Slag bij Malachov en op 12 september werd hij bevorderd tot maarschalk van Frankrijk.

## Parijs, Londen en de Rijn
Bij zijn terugkeer in Parijs werd hij senator, werd hij in de adelstand verheven als hertog van Malakoff en kreeg hij een jaarlijkse rente van 100.000 francs. Van maart 1858 tot mei 1859 was hij te Londen ambassadeur van Frankrijk bij het Verenigd Koninkrijk.
Hij werd teruggeroepen om het Rijnleger te bevelen.

## Sterven in Algerije
In 1860 werd hij opnieuw gouverneur-generaal van Algerije.
In maart 1864 brak een muiterij uit en in mei stierf hij van ouderdom.
- Biblioteca Nacional de España: XX4941472
- Bibliothèque nationale de France: cb10729660g (data)
- Gemeinsame Normdatei: 117693227
- International Standard Name Identifier: 0000 0001 2123 5253
- Library of Congress Control Number: no90021227
- Base Léonore: C/0/47
- Nationale Bibliotheek van Polen: a0000003781371
- Nederlandse Thesaurus van Auteursnamen: 145385124
- Système universitaire de documentation: 069101736
- Virtual International Authority File: 22133509
- WorldCat: E39PBJpV3rWVBgYKgPpjkkYkjC